# Arvydas Eitutavičius
Arvydas Eitutavičius (ur. 18 września 1982 w Kłajpedzie) – litewski koszykarz grający na pozycji rozgrywającego, obecnie wolny agent

## Przebieg kariery
- 2003–2007: American Eagles
- 2007: Real Madryt
- 2007–2008: Grupo Promobys Tijola
- 2008–2009: Neptunas Klaipeda
- 2009–2010: Cholet Basket
- 2010–2011: Iraklis Saloniki
- 2011–2012: BK Prostejov
- 2012: Chimik Jużne
- 2012–2013: Anwil Włocławek
- 2013–2014: Neptūnas Klaipėda
- 2014–2015: Anwil Włocławek
- 2015–2016: Dzūkija Alytus